# Нафтопереробна промисловість
Нафтопереро́бна промисло́вість — галузь важкої промисловості, підприємства якої з сирової нафти виробляють різні нафтопродукти. Основна продукція нафтопереробної промисловості: паливо для карбюраторних (авіаційні та автомобільні бензини), реактивних (авіаційний гас), дизельних (дизельне паливо) двигунів, котельне паливо (мазути), моторні масла, спеціальні, різного призначення бітуми, парафіни, кокс для електродної промисловості, мастила тощо, всього — понад 300 найменувань.
На базі нафтової сировини виготовляють велику кількість хімічної і нафтохімічної продукції. Продукцію нафтопереробної промисловості застосовують у різних галузях народного господарства країни.

## Історія
В дореволюційній Російській імперії переробку нафти здійснювали за примітивною технологією, основним продуктом переробки був гас. Нафтопереробні підприємства були зосереджені головним чином на Кавказі (Баку, Грозний). В СРСР створено високо розвинену потужну нафтопереробну промисловість. В Україні перші нафтопереробні заводи виникли на Прикарпатті — в Бориславі, Львові, Дрогобичі, Надвірній. До 1939 тут діяло 19 дрібних нафтопереробних підприємств, оснащених примітивною технікою. Після приєднання західних областей України до УРСР і особливо в післявоєнні роки розвиток нафтопереробної промисловості Прикарпаття значно прискорився. В 1937—38 збудовано перші нафтопереробні заводи в Одесі, Херсоні, Бердянську. Швидкими темпами розвивається нафтопереробна промисловість республіки після 1950, коли було відкрито нові нафтові родовища на Прикарпатті і в східних районах республіки. Було реконструйовано діючі нафтопереробні заводи, деякі підприємства збудовано заново, стали до ладу потужні нові. Всього в Україні на 1980 рік діяло 8 підприємств нафтопереробної промисловості, серед яких 7 нафтопереробних і 1 нафтомаслозавод. Найпотужніші підприємства нафтопереробної промисловості республіки: Кременчуцький нафтопереробний завод, Лисичанський нафтопереробний завод, Херсонський нафтопереробний завод, Бердянський дослідний нафтомаслозавод. В нафтопереробній промисловості застосовуються нова техніка й прогресивна технологія, зокрема каталітичний риформінг, каталітичний крекінг, гідроочищення, уповільнене коксування, газофракціонування. Наукові проблеми розвитку нафтопереробної промисловості вирішує Нафтопереробної і нафтохімічної промисловості всесоюзний науково-дослідний і проектно-конструкторський інститут (Київ) та інші.
За сприяння Радянського Союзу в соціалістичних країнах — членах РЕВ споруджено понад 34 нафтопереробні і нафтохімічні підприємства, зокрема Бургаський нафтопереробний завод (Болгарія), Дунайський завод (Угорщина), завод у Плоцьку (Польща) та інші. Серед інших країн найпотужніші нафтопереробні підприємства мають США, Японія, Італія, Франція, ФРН, Велика Британія. Зросли потужності нафтопереробної промисловості у багатьох країнах, що розвиваються,— Ірані, Бахрейні, Мексиці, Аргентині, Венесуелі, на Антильських о-вах, у Тринідаді і Тобаго, Індонезії. Заново організовано нафтопереробну промисловість у Кувейті, Саудівській Аравії, Нігерії.